# Karl-Liebknecht-Straße (Berlin)
À ne pas confondre avec la Karl-Liebknecht-Straße à Leipzig.
La Karl-Liebknecht-Straße est une rue de Berlin en Allemagne. 

## Situation et accès
Cette voie est l'une des artères principales les plus importantes du quartier berlinois de Mitte, autour de l'Alexanderplatz. Elle commence à la cathédrale de Berlin, derrière le pont Liebknecht (de) sur la Sprée, et s'étend de là en direction du nord-est jusqu’à l'intersection de la Torstraße et de la Mollstraße (Prenzlauer Tor), où elle se jette dans la Prenzlauer Allee (de).

## Origine du nom
Elle rend honneur à Karl Liebknecht, le cofondateur du Parti communiste d'Allemagne.

## Historique
La voie qui était située dans le secteur soviétique après la fin de la guerre, a d'abord été rebaptisée « Liebknechtstraße » en 1946, puis, après le réaménagement de l'Alexanderplatz le nom de la rue a été changée en « Karl-Liebknecht-Straße » en 1969.

## Bâtiments remarquables et lieux de mémoire
L'église Sainte-Marie (Marienkirche) et la Fernsehturm sont deux des monuments berlinois les plus connus situés sur l'artère.

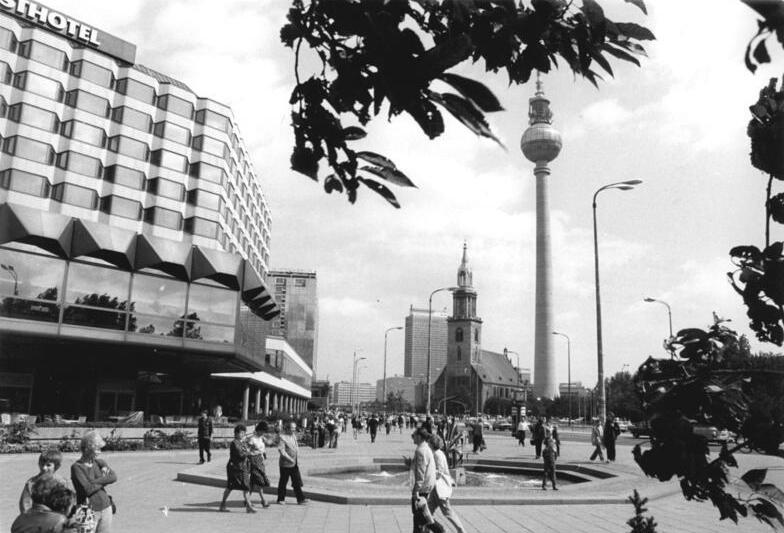
Vue de la Karl-Liebknecht-Straße avec le Palasthotel, l'église Sainte-Marie et la Fernsehturm, 1981.